# Фотосинтетски пигменти
Фотосинтетски  пигменти су неопходни за процес фотосинтезе и они представљају обојена, комплексна органска једињења чија се оптичка својства заснивају на хемијској структури њихових молекула. Улога фотосинтетских пигмената је да апсорбују светлост видљивог дела спектра и да је помоћу фото-хемијских реакција учине корисним за биљке у процесу фотосинтезе. Апсорпција светлости видљивог делa спектра, и са тим у вези и боја фотосинтетских пигмената, заснива се на присуству система коњугованих двогубих веза у молекулу –C=C–C=C– или незасићених група коа што су нпр. =C=S, -N= N- или – N=О.
Фотосинтески пигменти смештени су у тилакоидима хлоропласта различитих биљних ткива и органа. Највећи садржај је у листовима, а често се налази и у цветовима, младим незрелим плодовима, паренхимским ћелијама младих органа, фелодерму стабла и корену ако се развија на светлости.

## Групе пигмената
У процес фотосинтезе код виших биљака укључене су две групе пигмената:
- Хлорофили
- Каротеноиди

## Улога хлорофила на процес фотосинтезе
Хлорофили апсорбују светлост у црвеном и плавом делу спектра. Хлорофили оба типа (а и б) су сличне грађе, али се хлорофил б разликује у односу на хлорофил а по присуству формил (CHO) уместо метил на пироловом прстену II, чиме се повећава његова хидрофилност. Та разлика у структури хлорофила б условљава и разлику у његовом апсорпционом спектру и боји у односу на хлорофил а. Хлорофил б је жуто-зелене боје, а хлорофил а модрозелене.
Функција хлорофила а и б у фотосинтези се разликују. Хлорофили а и б улазе у састав комплекса за прикупљање светлости, хлорофил а улази у састав реакционих центара у којима се одиграва фотохемијско раздвајање наелектрисања у фотосинтези. Стога у фотохемијским реакцијама хлорофил а има примарну функцију, јер образује реакционе центре светле фазе фотосинтезе. Хлорофил б има функцију антенског молекула (сакупљача светлости) који апсорбовану светлосну енергију преноси на реакционе центре.

## Улога каротеноида на процес фотосинтезе
Каротеноиди (каротени и ксантофили) су од посебног значаја за фотосинтезу где припадају групи тзв. сакупљача светлосне енергије (антенских молекула), коју преносе на молекул хлорофила б, потом на хлорофил а и на специјалне форме хлорофила а тзв. реакционе центре фотосинтезе. Каротеноиди апсорбују светлост у плавом и делом у зеленом делу спектра, где је апсорпција светлости хлорофила релативно мала и лако проширују спектар апсорпције фотосинтеског апарата.
Каротеноиди имају и заштитну улогу јер штите фотолабилан фотосинтески систем од оксидативне фотодеструкције. До фотодеструкције (разлагања) долази у присуству светлости и кисеоника, јер при томе настаје низ изомера и оксидационих производа. Утврђено је да мутанти биљака који немају каротеноиде не могу да живе у присуству светлости и .
С обзиром на велику присутност у појединим врстама цвећа, поврћа и воћа, каротеноиди утичу и на њихову боју. На тај начин доприносе изгледу пољопривредних производа и украсних биљака.